# Chevrolet Sprint
O Sprint é um modelo subcompacto da Chevrolet.